# Светов, Михаил Владимирович
Михаи́л Влади́мирович Све́тов (род. 4 января 1985, Москва) — российский политик и блогер, председатель общественно-политического движения «Гражданское общество», один из главных популяризаторов либертарианства в России. Автор YouTube-канала «SVTV» и создатель интернет-издания «SVTV News».

## Биография

### Ранняя жизнь
Михаил Светов родился 4 января 1985 года в Москве в семье студентов-медиков; мать впоследствии работала фармацевтом, отец занялся предпринимательством. По его собственным словам, его дед — геофизик Борис Сергеевич Светов, а белорусский художник Витольд Бялыницкий-Бируля — дальний родственник. Как отмечает сам Михаил, он вырос в семье классических либералов.

### Образование
С третьего класса школы Светов находился на домашнем обучении. Светов пишет, что, когда ему было 12 лет, его родители считались бедными. Затем их бизнес начал процветать, и в девятом классе Михаила на год отправили учиться в канадскую школу-пансион. Позднее он вернулся на домашнее обучение.
С 2004 по 2006 год учился на факультете истории, политологии и права Российского государственного гуманитарного университета по специальности политология. Оттуда перевёлся в Ноттингемский университет на специальность «политология» и окончил последний в 2009 году.
Находясь в Великобритании, 15 февраля 2002 года завёл блог в «Живом журнале». В 2005 году он впервые упомянул либертарианство в своём ЖЖ. В 2010 году Светов вступил в Либертарианскую партию России.
В 2010 году Светов уехал в Японию. Там он учил японский язык, а также занимался продажей японских сувениров по интернету. В 2011 году инвестировал в биткоин, на чём позднее крупно заработал.
В 2016 году окончил Новозеландскую киноакадемию. По сценарию Светова в Новой Зеландии вышла короткометражная комедия Jackpot. Этот фильм занял первое место на общенациональном конкурсе сценариев и получил спонсирование на экранизацию.

### Коммерческие проекты
В ноябре 2020 года открыл в Москве либертарианский клуб «Новая искренность» в особняке на Мясницкой улице.
В 2021 году основал интернет-издание SVTV («СВТВ»), позиционирующее себя как «первое либертарианское СМИ». Как указано на сайте, издание сотрудничает с анонимными авторами и существует только за счёт материальной поддержки читателей. 16 марта 2022 года сайт издания был заблокирован в РФ по требованию Генпрокуратуры.

### Эмиграция
В июне 2021 года уехал в Южную Америку, жил в Бразилии, Панаме, Чили и других странах. С 2022 года проживает в Бразилии.

### Политическое преследование
18 ноября 2022 года Министерством юстиции России внесён в список физических лиц «иностранных агентов».
2 августа 2023 года против Светова было заведено уголовное дело по статье 354.1 (реабилитация нацизма). Поводом для возбуждения уголовного дела стало голосовое сообщение, в котором Михаил исполняет песню про Степана Бандеру за авторством Ореста Лютого. Сам политик отметил, что исполнение песни имело лишь юмористический характер. В ноябре 2023 года МВД России объявило Михаила Светова в розыск.

## Политические взгляды
В 2010 году Михаил Светов вступил в ЛПР, но, по собственному заявлению, либертарианцем стал значительно раньше под влиянием Анатолия Левенчука, автора сайта libertarium.ru.
Светов называет себя идеологическим анархо-капиталистом и вынужденным минархистом. Он считает, что только путём проведения люстраций и обеспечения работы свободного рынка можно побороть коррупцию и экономический упадок России. Кроме этого, Светов является сторонником федерализма, свободы ассоциации, laissez-faire, легализации оружия, наркотиков и абортов, уменьшения роли государства в жизни ребёнка (устранение ювенальной юстиции, обеспечение механизмов эмансипации несовершеннолетних и возможность частным фондам напрямую помогать детям).
Светов выступает против многонациональности России и за строительство русского национального государства по образцу Швейцарии. Называет себя гражданским националистом, хотя при этом и определяет русских как общность культурную, а не гражданскую и выступает против российской гражданской нации.
Одним из основных врагов гражданского общества, по мнению Светова, является так называемая «тусовочка» — околооппозиционные и одновременно околовластные, приближённые к правящим элитам, политики и журналисты.

## Политическая деятельность
В 2012 году во время президентских выборов Светов был наблюдателем на избирательном участке № 3188 в Москве, где выявил «карусель». Был наблюдателем в 2014[уточнить] и 2016[уточнить] годах.
В 2016 году, после возвращения в Россию из Японии, Светов начал свою общественно-политическую деятельность. Помогал в избирательной кампании Веры Кичановой и Андрея Шальнева. Участвовал в организации восьмых чтений Адама Смита. Организовал приезд директора Института Катона Питера Гётлера на чтения.
Комментарии Светова о российской политике перепечатывались в газете «Вашингтон Пост», а статьи про либертарианство опубликованы Институтом Мизеса.
Был организатором митинга против блокировки Telegram в России 30 апреля 2018 года на проспекте Академика Сахарова. Акцию поддержали Павел Дуров и Алексей Навальный. На событии побывало, по разным подсчётам, от 7,5 до 12,5 тысяч человек.
29 июля 2018 года в Москве на проспекте Сахарова состоялся согласованный митинг против пенсионной реформы, организованный Михаилом Световым и Либертарианской партией России. Акцию также поддержал оппозиционный политик Алексей Навальный. По данным ГУ МВД России по Москве, акцию посетили 2,5 тыс. человек, по подсчётам «Белого счётчика» — 6,2 тыс. человек.
За 2018 год Светов прочитал ряд лекций на различные общественно-политические темы в 42 городах России, в некоторых по нескольку раз. Приезжал с лекциями, в том числе, в Киев и Минск.
Михаил Светов был инициатором публичной кампании против закона Клишаса о «суверенном интернете» и запустил петицию против принятия этого закона, собравшую 122 тыс. подписей. Также Светов стал одним из организаторов митинга в защиту Интернета в Москве 10 марта 2019 года, а также выступил на нём. Аналогичные митинги также прошли в Хабаровске и Воронеже. После этого кремлёвские телеграм-каналы начали распространять «расследование» про настоящих заказчиков митинга, якобы это был шведский видеоблогер Пьюдипай. После того, как закон о «суверенном интернете» прошёл второе чтение, Михаил Светов с ЛПР подавали заявки на проведение митингов 14 и 21 апреля, однако получили отказы в согласовании.
В 2019 году Светов выступил организатором и ведущим больших клубных дебатов между коммунистом Андреем Рудым («Вестник Бури») и русским националистом Егором Просвирниным; русским консерватором (экономическим либералом) Василием Тополевым («Ватоадмин») и коммунистом Константином Сёминым, а также между Екатериной Шульман и Валерием Соловьём.
23 июня 2019 года, после того, как Ивана Голунова отпустили под домашний арест, ЛПР и Профсоюз журналистов и работников СМИ подали заявку на митинг 23 июня в защиту Ивана в Москве, Хабаровске, Санкт-Петербурге и нескольких других городах России. На следующий день главой МВД было принято решение прекратить уголовное дело в отношении Ивана Голунова, после чего тематика заявленного митинга поменялась на освобождение политических заключённых и отмену репрессивных законов. В результате митинги прошли в Москве и ещё десяти городах России. Михаил Светов, будучи организатором митинга и выступая с трибуны, раскритиковал «Медузу» за отстранённую позицию редакции после освобождения Ивана Голунова.
В ходе протестов в Москве летом-осенью 2019 года был организатором митинга за регистрацию независимых кандидатов в Мосгордуму 20 июля и выступал с речью на встречах избирателей со своими кандидатами на Трубной площади. На этот митинг пришли, по данным «Белого счётчика», более 22 тысяч человек, что к тому моменту стало самым массовым мероприятием ЛПР. Либертарианцы также подавали заявку на проведение митинга 3 августа на Лубянской площади, действуя с санкции штабов независимых кандидатов и не соглашаясь на проведение митинга на площади Сахарова. В ходе переговоров 31 июля мэрией были отклонены все предложенные альтернативные площадки для проведения митинга и был вынесен ультиматум — согласование только площади Сахарова, от чего представители Либертарианской партии отказались. Сразу после провала переговоров на выходе из здания мэрии Михаил Светов был задержан, после чего арестован на 30 суток.
3 ноября 2019 года по итогам VI съезда ЛПР Светов, будучи избранным в Федеральный комитет голосами 77 делегатов, отказался от этого поста, объяснив это необходимостью в отдыхе, а также желанием употребить свои силы на написание книги и другие проекты. При этом отмечалось, что из самой Либертарианской партии он не вышел.
В 2020 году создал организацию «Гражданское общество», состоящую из так называемых «фракций» — например, Феминистической фракции и Фракции русских националистов.
Был избран членом Этического комитета Либертарианской партии России по результатам VII съезда ЛПР 7-8 ноября 2020.
На момент раскола в ЛПР в 2020 году возглавлял партийную фракцию «Принципы и дело».

## Критика и скандалы
С 2006 года вместе со своей девушкой вёл сайт kifkif.ru, на котором размещал фотографии несовершеннолетних девочек с провокационными подводками. В январе 2008 года сайт был закрыт.
В 2019 году сотрудники Следственного комитета допросили Светова в статусе свидетеля по уголовному делу о развратных действиях в отношении лица, не достигшего 16 лет. Известно, что дело завели из-за фотографии, которую он опубликовал в 2012 году.

## Инциденты
5 ноября 2017 года в ходе Чтений Адама Смита полиция задержала свыше 30 человек из числа участников конференции, в том числе и Михаила Светова, заявленного на конференцию в качестве лектора. Поводом стало то, что они возвращались с обеденного перерыва из кафе не поодиночке, а полиция в этот день ловила сторонников Мальцева. За это задержанных сделали свидетелями уголовного дела по ч. 2 ст. 205.2 УК (публичные призывы к осуществлению террористической деятельности или публичное оправдание терроризма с помощью интернета) и ч. 3 ст. 212 УК (призывы к массовым беспорядкам).
1 апреля 2018 года Светов сообщил на своих страницах в социальных сетях, что был выдворен из Кемерово (где он собирался прочитать лекцию) 15 людьми «в штатском», которые, представившись шахтёрами, отняли документы и телефон, угрожали, побили и силой посадили на рейс обратно в Москву. По прилёте в Домодедово Светов первым делом оставил заявление в полиции, где попросил изъять запись с камеры видеонаблюдения в аэропорту Кемерово. В результате полицейские отправили заявление о нападении на члена Либертарианской партии Светова вместо Кемерово в Читу.
В 2018 году за интервью со Световым было оштрафовано издание 7х7 на сумму 800 тысяч рублей. Согласно экспертизе, проведённой по заказу Роскомнадзора, слова Светова «синтетические наркотики… убивают людей гораздо эффективнее, чем героин» являются пропагандой употребления наркотиков.
9 сентября 2018 года в Санкт-Петербурге на акции против пенсионной реформы полицейские применяли грубую силу к митингующим, и в их числе был также задержан Михаил Светов, на которого был составлен протокол по части 6.1 ст. 20.2 КОАП (нарушение участником правил публичных мероприятий). Полицейские вели себя по-хамски, вырывали протокол из рук, не давали вносить в него правки. Единственного адвоката, который сумел попасть в участок, пытались из него удалить в весьма грубой форме, отобрать его удостоверение, а также использовали словесные угрозы. В итоге Светова оставили на ночь в ОВД, отобрали очки и электронную технику. В деле имелись утверждения о нарушении: якобы в мае на улице Поликарпова его задержали за демонстрацию нацистской символики, о чём, по утверждению Светова, он впервые узнал только в зале суда. В результате Михаил Светов был осуждён на 10 суток ареста.
10 мая 2019 года на очередную «Консервативную аниме-вечеринку» Михаила Светова пришли сотрудники полиции из-за анонимного звонка о наличии оружия на вечеринке. Полицейские задержали члена Федерального комитета Либертарианской партии Владимира Осенина, выступавшего с лекцией о том, как в России легально владеть огнестрельным оружием. Позже его отпустили под обязательство о явке. Канал РЕН ТВ, снявший задержание Осенина, сообщил, что либертарианец «со сцены рассказывал о массовом расстреле людей» и «в какой-то момент начал размахивать оружием». Также канал выложил видео, на котором Осенин говорит, что принёс на вечеринку принадлежащие ему пистолет, ружьё и винтовку. После приезда съёмочной группы РЕН ТВ в здание, где проходила вечеринка, забежали пять мужчин, которые принесли надувную секс-куклу с головой манекена и стали бросаться на людей.
19 мая 2019 года несколько человек попытались сорвать лекцию Светова в Казани. Перед самым входом в здание с лекторием на него налетели несколько неизвестных и облили фекалиями. Из видео с камер видеонаблюдения стало ясно, что эти люди испражнились в коробку из-под чипсов и пять часов ждали приезда Михаила. Тем не менее лекция прошла в штатном режиме.
В июле 2019 года сайт «Миротворец» внёс Михаила Светова в список людей, представляющих угрозу национальной безопасности Украины, в связи с его поездкой в Крым к его девушке.
Большой лекционный тур Михаила Светова по 30 городам России в 2019 году сопровождался рядом инцидентов с самого его начала. В Архангельске под различными предлогами дважды отменялись заранее согласованные и оплаченные площадки. Через сорок минут после начала лекции на новой площадке в помещение вторглись неизвестные в камуфляже, выключили свет, объявили пожарную тревогу и потребовали покинуть помещение. Присутствующие расходиться отказались, неизвестные вскоре удалились, и в итоге Светов смог закончить лекцию. Во Владимире во время проведения лекции разбили окно и облили звонок редакции издания «Довод», где проходила лекция, зелёнкой. В Туле несколько раз подряд отменялись заранее согласованные и оплаченные площадки, однако лекция состоялась. В Орле также отменялись площадки, а губернатор Орловской области Андрей Клычков, оправдываясь за ситуацию с площадками на лекции Светова, проговорился в своём Instagram’е об отмене именно концертного зала, хотя у него в комментариях об этом никто ни разу не упомянул. В Йошкар-Оле две площадки также сорвались по предлогам, не имеющим фактических оснований, но лекция состоялась. В Уфе в общей сложности сорвалось пять площадок: к владельцам двух залов приходили сотрудники МВД с требованиями отменить лекцию Светова в их помещениях, после чего владельцы отзывали бронь. Лекция тем не менее состоялась. Новосибирская гостиница «Gorskiy City hotel» и ДК «Энергия» наряду с несколькими другими площадками отказались предоставить площадку для проведения лекции Светова несмотря на ранее достигнутые договорённости, в результате чего лекция прошла в штабе Навального. Во время мероприятия к штабу пришли сторонники «Национально-освободительного движения» (НОД), которые устроили пикет возле места проведения лекции, но после словесной перепалки с волонтёром штаба, который был участником чеченской кампании, ушли. В Красноярске владельцу площадки, на которой прошла лекция, звонили из государственных органов с сообщением о том, что эта лекция является «экстремистским мероприятием». На саму встречу со Световым также пришёл сторонник НОД и устроил провокацию, обвинив лектора и либертарианцев в пропаганде каннибализма, мешая проведению мероприятия и отказываясь покинуть помещение по просьбам присутствующих. Несколько человек силой вывели мужчину из зала, после чего тот вызвал полицию и написал заявление на бывшего координатора штаба Навального во Владивостоке Владимира Дубовского, обвинив того в физическом насилии.
Летом 2019 года Роскомнадзор внёс в реестр запрещённых сайтов старую страницу Светова в Instagram’е: в ходе судебной экспертизы некоторые из публикаций были признаны детской порнографией. Роскомнадзор потребовал от соцсети удалить этот контент. 6 ноября 2019 года было возбуждено уголовное дело по ст. 135 УК из-за поста в том же старом аккаунте Instagram, по которому Михаил Светов проходит свидетелем. Полицейские провели обыск в квартире Светова, в ходе которого изъяли сетевое хранилище. По мнению Светова, следственные мероприятия являются давлением властей за его политическую деятельность.

## Награды
Один из пяти финалистов премии Бориса Немцова в 2019 году, в открытом голосовании занявший второе место после Алексея Навального. Был номинирован на эту премию за последовательную борьбу против цензуры и изоляции интернета.